# Spider-Man: Across the Spider-Verse
Spider-Man: Across the Spider-Verse ist ein US-amerikanischer Animationsfilm von Sony Pictures Animation, der Spider-Man: A New Universe aus dem Jahr 2018 fortsetzt. Darin reisen Spider-Man Miles Morales und Spider-Gwen in verschiedene, miteinander verbundene Welten. Die Regie führten Joaquim Dos Santos, Kemp Powers und Justin K. Thompson. Der Film wurde am 2. Juni 2023 in den USA veröffentlicht. In Deutschland war der Film bereits einen Tag vorher in den Kinos zu sehen.

## Handlung
Auf der Erde-65 lebt Gwen Stacy bei ihrem Vater, dem Polizeihauptmann George, der nicht weiß, dass sie Spider-Woman ist. Jahre zuvor tötete Gwen versehentlich ihren besten Freund Peter Parker, als dieser als Eidechse rücksichtslos randalierte, und seitdem wird sie von der Polizei gejagt. Eines Nachts trifft Gwen auf eine Version des Geiers aus einem alternativen Universum, das der italienischen Renaissance nachempfunden ist. Die Spider-People Miguel O’Hara und Jess Drew kommen mit portalgenerierenden Uhren und helfen Gwen, den Geier zu überwältigen. Gwen wird von George konfrontiert und gibt ihre Identität preis. Verzweifelt versucht er, sie zu verhaften. Miguel gewährt Gwen widerwillig die Mitgliedschaft in der Spider-Society, und sie entkommt mit ihm und Jess durch ein Portal.
In Brooklyn auf der Erde-1610, sechzehn Monate nach der Zerstörung des Alchemax Colliders, gewöhnt sich Miles Morales daran, Spider-Man zu sein, während er Gwen vermisst und darum kämpft, den Erwartungen seiner Eltern gerecht zu werden. Er begegnet Spot, einem Alchemax-Wissenschaftler, dessen Körper nach der Explosion des Colliders mit Portalen durchsetzt wurde. Spot gibt Miles die Schuld an seinem Dilemma und enthüllt, dass er beim Testen des Colliders vor dessen Zerstörung die Spinne, die Miles gebissen hat, aus einem anderen Universum in das seine transportiert hat. Dann transportiert er sich selbst versehentlich in eine Leere, wo er lernt, in andere Universen zu reisen, in denen sich der Alchemax Collider befindet, um sie zu nutzen, um sich weiter zu stärken.
Gwen reist zur Erde-1610 und nimmt wieder Kontakt zu Miles auf, während sie Spot heimlich durch die Dimensionen verfolgt. Miles beobachtet unsichtbar, wie Gwen Spot nach Mumbattan auf Erde-50101 verfolgt, bevor Jess anruft und Gwen anweist, Miles zurückzulassen. Miles folgt Gwen, nachdem sie ein Portal zur Erde-50101 geöffnet hat, und sie verbünden sich mit den Spider-Men Pavitr Prabhakar und Hobie Brown gegen den Spot, der erfolgreich die Kraft des Colliders dieser Welt absorbiert. Bevor der Spot entkommt, haben er und Miles eine Vision von Miles’ Vater Jeff, der durch die Hand des Spots stirbt. Als der Kollider zusammenbricht, rettet Miles den Vater von Pavitr’s Freundin, einem Polizeihauptmann, aber Mumbattan beginnt durch die Störung eines „Kanon-Ereignisses“ zu zerfallen. Mitglieder der Spider-Society treffen ein, um den Schaden der Dimensionsanomalie zu begutachten, während Miles, Gwen und Hobie zum Hauptquartier der Society in Nueva York auf Erde-928 geschickt werden, wo Hunderte von Spider-People in einem riesigen Komplex leben.
Die drei treffen sich mit Miguel und werden von Peter B. Parker und seiner kleinen Tochter Mayday begleitet. Miguel erklärt Miles, dass alle Spider-People in einem „Spider-Verse“ verbunden sind, dass jede ihrer Geschichten „kanonische Ereignisse“ enthält, wie den Tod eines Spider-Man nahestehenden Polizei-Captains, und dass ein Abweichen von diesen Ereignissen die Realität bedroht. Miguel gibt zu, dass er versucht hat, eine verstorbene Version seiner selbst aus einem anderen Universum zu ersetzen, die eine glückliche Familie hatte, nur damit dieses Universum zusammenbricht. Miles erkennt, dass die Ermordung von Jeff durch Spot, der in zwei Tagen zum Polizeichef befördert wird, ein kanonisches Ereignis ist. Miguel hält Miles gefangen, damit er nicht versucht, Jeff zu retten, aber Hobie hilft Miles, sich zu befreien, bevor er ein Portal benutzt, um die Gesellschaft zu verlassen. Miguel befiehlt allen Spider-People, Miles festzunehmen, was zu einer wilden Verfolgungsjagd durch den Komplex und die Stadt führt. Miguel stellt Miles schließlich zur Rede und erklärt ihm, dass er nie Spider-Man werden sollte und dass es auf Erde-42, der Welt, aus der Miles’ Spinne stammt, folglich keinen Spider-Man gibt. Miles flieht und kehrt mit der Hilfe von Margo Kess/Spider-Byte in die Dimension zurück, die er für seine Heimat hält. Miguel, der in Gwen eine Belastung sieht, wirft sie aus der Gesellschaft aus und schickt sie nach Hause. Gwen versöhnt sich mit George, der beschließt, als Polizeichef zurückzutreten. Er gibt ihr eine Uhr, die Hobie für sie hinterlassen hatte, und Gwen beschließt, sie zu benutzen, um Miles zu helfen.
Miles kehrt in seine Wohnung zurück und offenbart seiner Mutter, dass er Spider-Man ist, den sie jedoch nicht kennt. Nach einer Störung stellt Miles fest, dass er sich auf Erde-42 befindet, einer Welt, in der sein verstorbener Onkel Aaron Davis noch lebt, während Jeff tot ist. Miguel, Jess und Ben Reilly/Scarlet Spider reisen auf der Suche nach Miles zur Erde-1610. Gwen kommt durch ihr eigenes Portal an, durch das sie Ben schickt. Sie spricht dann mit Miles’ Eltern und verspricht, ihn nach Hause zu bringen, während Jess ihr Gespräch belauscht. Aaron verhört Miles zusammen mit Miles von Erde-42, der zum Prowler geworden ist. Als der Spot zur Erde-1610 zurückkehrt und seinen Angriff beginnt, stellt Gwen ein Team zusammen, um Miles zu finden, bestehend aus Peter B., Mayday, Pavitr, Hobie, Margo, Spider-Man Noir, Peni Parker und Spider-Ham.

## Synchronisation
Die deutschsprachige Synchronisation entstand bei FFS Film- & Fernseh-Synchron in Berlin nach einem Dialogbuch von Sven Hasper, der mit Björn Schalla und Birte Baumgardt auch die Dialogregie verantwortete.
| Rolle                                    | Schauspieler      | Deutscher Synchronsprecher |
| ---------------------------------------- | ----------------- | -------------------------- |
| Miles Morales / Spider-Man               | Shameik Moore     | Marco Eßer                 |
| Gwen Stacy / Spider-Gwen / Spider-Woman  | Hailee Steinfeld  | Leonie Dubuc               |
| Peter B. Parker / Spider-Man             | Jake Johnson      | Jaron Löwenberg            |
| Miguel O’Hara / Spider-Man 2099          | Oscar Isaac       | Björn Schalla              |
| Jessica Drew / Spider-Woman              | Issa Rae          | Nurcan Özdemir             |
| Hobart „Hobie“ Brown / Spider-Punk       | Daniel Kaluuya    | Kaze Uzumaki               |
| Pavitr „Pav“ Prabhakar/ Spider-Man India | Karan Soni        | Imtiaz Haque               |
| Lyla                                     | Greta Lee         | Franciska Friede           |
| Johnathan Ohnn / The Spot                | Jason Schwartzman | Norman Matt                |
| Mary Jane                                | Melissa Sturm     | Lara Trautmann             |
| Ganke Lee                                | Peter Sohn        | Marcel Mann                |
| Ezekiel Sims / Spider-Therapeut          | Mike Rianda       | Sven Hasper                |
| Jefferson Davis                          | Brian Tyree Henry | Bernd Egger                |
| Rio Morales                              | Lauren Vélez      | Carolina Vera              |
| Captain George Stacy                     | Shea Whigham      | Johannes Berenz            |
| Mrs. Chen                                | Peggy Lu          | Marion Musiol              |
| Onkel Aaron Davis                        | Mahershala Ali    | Matti Klemm                |
| MCU Aaron Davis                          | Donald Glover     | Julien Haggège             |
| Spectacular Spider-Man                   | Josh Keaton       | Michael Gugel              |
| J. Jonah Jameson                         | J. K. Simmons     | Axel Lutter                |
| Ben Reilly                               | Andy Samberg      | Dennis Herrmann            |
| Adriano Tumino / Vulture                 | Jorma Taccone     | Jan-Marten Block           |

## Produktion und Veröffentlichung
Im November 2018 wurde der Vorgänger Spider-Man: A New Universe veröffentlicht. Im Dezember begann Sony Pictures Animation, die Fortsetzung zu entwickeln. Joaquim Dos Santos und David Callaham sollten Regie führen bzw. das Drehbuch schreiben, während Amy Pascal als Produzentin aus dem ersten Film zurückkehren sollte. Es wurde außerdem bekannt gegeben, dass Shameik Moore und Hailee Steinfeld ihre Rollen als Miles Morales bzw. Gwen Stacy aus dem ersten Film wieder aufnehmen würden. In der Produktionscrew waren über 1000 Leute beschäftigt.
Im Januar 2019 verriet Amy Pascal, dass sich der Film auf Miles Morales und Gwen Stacy / Spider-Woman konzentrieren soll und eine Romanze zwischen den beiden Figuren erforschen würde, die aus dem ersten Film gestrichen wurde. Sie fügte noch hinzu, dass die Fortsetzung auch eine Vorlage für einen bereits angekündigten Spin-off-Film sein wird, in den Spider-Gwen, Cindy Moon und Spider-Woman vorkommen werden.
Erstmals wurde der Film offiziell im November 2019 von Sony bestätigt.  Als Starttermin nannte das Unternehmen den 8. April 2022. Als Sony im April 2020 aufgrund der Covid-19-Pandemie Änderungen an seinem Filmplan vornahm, verschob sich das Erscheinungsdatum des Films auf den 7. Oktober 2022. Im Dezember gaben Phil Lord und Christopher Miller bekannt, dass der Film in zwei Teile aufgeteilt wird, nachdem sie die Geschichte, die sie für die Fortsetzung erzählen wollten, aufgeschrieben hatten und feststellten, dass sie zu viel für einen einzigen Film war. Die Produktion an beiden Teilen fanden gleichzeitig statt. Ebenfalls wurde im November 2019 von Phil Lord bekanntgegeben, dass der japanische Spider-Man aus der Spider-Man Serie von 1978 in dem Film mitspielen würde.
Im Dezember verriet Tom Holland, der Peter Parker / Spider-Man im Marvel Cinematic Universe spielt, dass Amy Pascal während der Dreharbeiten zu Spider-Man: No Way Home an ihn herangetreten ist, um in den Spider-Verse-Filmen aufzutreten. Tom Holland und seine Co-Stars Zendaya und Jacob Batalon bekundeten alle ihr Interesse, in den kommenden Filmen aufzutreten.
Die Szene auf der Lego-Welt wurde von dem 14-jährigen Preston Mutanga animiert.
Im Dezember 2021 veröffentlichte man den ersten Einblick in Spider-Man: Across the Spider-Verse.
Im April 2022 verschob Sony das Erscheinungsdatum auf den 3. Juni 2023. Bei der CinemaCon 2022 wurden die ersten 15 Minuten vom Film gezeigt.
Am 13. Dezember wurde der erste Trailer veröffentlicht und der Starttermin für Deutschland wurde auf den 1. Juni 2023 gesetzt.
Der zweite Trailer wurde am 4. April veröffentlicht.

## Rezeption

### Kritiken
Erste Kritiken zum Film fielen, wie auch beim Vorgänger, sehr positiv aus. Bei Rotten Tomatoes konnte der Film bislang 95 % der 365 Kritiker überzeugen und erhielt eine durchschnittliche Bewertung von 8,6 Punkten. Das Publikum gab dem Film 4,7 Sterne. Auf der US-amerikanischen Website Metacritic vergaben die Kritiker, basierend auf 60 Rezensionen, dem Film einen Metascore von 86 Punkten. Bei CinemaScore gaben die Zuschauer die gute Note „A“. In der Top 250 der Internet Movie Database ist Spider-Man: Across the Spider-Verse mit der Durchschnittsnote 8,7 auf Platz 28. Auf der Filmbewertungsplattform Letterboxd ist Spider-Man: Across the Spider-Verse mit der Durchschnittsnote 4,5 von 5 unter den Top 40 der populärsten Filme.

### Einspielergebnisse
Der Film spielte an seinem Eröffnungswochenende über 120,6 Mio. US-Dollar im nordamerikanischen Raum ein. Die weltweiten Einnahmen durch Ticketverkäufe liegen bei 682,9 Millionen US-Dollar, davon 375,26 aus dem nordamerikanischen Raum. Somit hat er 298,7 Millionen Dollar mehr eingespielt als sein Vorgänger. Der Film steht auf dem fünften Platz der weltweit erfolgreichsten Filme des Jahres 2023, in Deutschland lockte Across the Spider-Verse bisher 887.599 Zuschauer ins Kino und liegt damit auf Platz 15.

### Auszeichnungen
Vom American Film Institute wurde Spider-Man: Across the Spider-Verse in die Liste der zehn herausragendsten Filme des Jahres 2023 aufgenommen. Im Folgenden eine Auswahl von weiteren Nominierungen und Auszeichnungen.
AAFCA Awards 2024
- Aufnahme in die Top 10 Filme
- Auszeichnung als Bester Animationsfilm[28]

Alliance of Women Film Journalists Awards 2024
- Nominierung als Bester Animationsfilm (Joaquim Dos Santos, Kemp Powers und Justin K. Thompson)
- Auszeichnung als Beste weibliche Animationsfigur (Gwen Stacy – Hailee Steinfeld)[29]

Annie Awards 2023
- Auszeichnung als Bester Film
- Auszeichnung für die Beste Regie (Joaquim Dos Santos, Kemp Powers und Justin K. Thompson)
- Auszeichnung für die Beste Filmmusik (Daniel Pemberton & Metro Boomin)
- Auszeichnung für den Besten Schnitt
- Auszeichnung für das Beste Figurendesign (Jesús Alonso Iglesias)
- Auszeichnung für das Beste Szenenbild (Patrick O’Keefe & Dean Gordon)
- Auszeichnung für die Besten visuellen Effekte[30]

Art Directors Guild Awards 2024
- Auszeichnung für das Beste Szenenbild in einem Animationsfilm (Patrick O’Keefe)[31]

Artios Awards 2024
- Auszeichnung für das Beste Casting in einem Animationsfilm (Mary Hidalgo)[32]

Black Reel Awards 2024
- Nominierung als Bester Film (Phil Lord, Chris Miller, Amy Pascal & Avi Arad)
- Nominierung für die Beste Synchronarbeit (Brian Tyree Henry)
- Nominierung für die Beste Synchronarbeit (Daniel Kaluuya)
- Auszeichnung für die Beste Synchronarebit (Shameik Moore)
- Auszeichnung für den Besten Schnitt (Michael Andrews)
- Nominierung als Bester Filmsong („Am I Dreaming“ – Metro Boomin, ASAP Rocky, Roisee, Mike Dean, Peter Lee Johnson & Landon „Script“ Wayne)
- Nominierung für den Besten Soundtrack
- Nominierung für das Beste Szenenbild (Patrick O’Keefe)[33]

Boston Society of Film Critics Awards 2023
- Runner-up als Bester Animationsfilm[34]

British Academy Film Awards 2024
- Nominierung als Bester animierter Spielfilm
- Nominierung für die Beste Filmmusik (Daniel Pemberton)

Chicago Film Critics Association Awards 2023
- Nominierung als Bester Animationsfilm

Critics’ Choice Movie Awards 2024
- Auszeichnung als Bester Animationsfilm
- Nominierung für die Beste Filmmusik (Daniel Pemberton)
- Nominierung für die Besten visuellen Effekte

Critics’ Choice Super Awards 2024
- Auszeichnung als Bester Superheldenfilm
- Nominierung als Bester Darsteller in einem Superheldenfilm (Shameik Moore)
- Nominierung als Beste Darstellerin in einem Superheldenfilm (Hailee Steinfeld)[35]

Eddie Awards 2024
- Auszeichnung für den Besten Schnitt in einem Animationsfilm (Michael Andrews)[36]

Golden Globe Awards 2024
- Nominierung als Bester Animationsfilm
- Nominierung für die Beste Filmmusik (Daniel Pemberton)
- Nominierung als Cinematic and Box Office Achievement

Golden Reel Awards 2024
- Auszeichnung für den Besten Tonschnitt in einem Animationsfilm
- Nominierung für den Besten Musikschnitt[37]

Golden Tomato Awards 2024
- Auszeichnung als Bester Animationsfilm[38]

Golden Trailer Awards 2023
- Auszeichnung in der Kategorie Animation / Familienfilm[39]

Hollywood Critics Association Midseason Film Awards 2023
- Auszeichnung als Bester Film
- Auszeichnung für die Beste Regie (Joaquim Dos Santos, Kemp Powers und Justin K. Thompson)
- Nominierung für das Beste Drehbuch (Phil Lord, Christopher Miller und Dave Callaham)

London Critics’ Circle Film Awards 2024
- Nominierung als Bester Animationsfilm[40]

NAACP Image Awards 2024
- Auszeichnung als Bester Animationsfilm
- Nominierung für die Beste Synchronarbeit (Brian Tyree Henry)
- Nominierung für die Beste Synchronarbeit (Daniel Kaluuya)
- Auszeichnung für die Beste Synchronarbeit (Issa Rae)
- Nominierung für die Beste Synchronarbeit (Shameik Moore)
- Nominierung für das Beste Soundtrack-Album[41]

National Board of Review Awards 2023
- Auszeichnung als Bester Animationsfilm[42]

Nickelodeon Kids’ Choice Awards 2024
- Auszeichnung als Bester Animationsfilm
- Nominierung als Bester Synchronsprecher (Shameik Moore)
- Nominierung als Beste Synchronsprecherin (Hailee Steinfeld)

Online Film Critics Society Awards 2024
- Auszeichnung als Bester animierter Spielfilm
- Nominierung für die Beste Filmmusik (Daniel Pemberton)[43]

Oscarverleihung 2024
- Nominierung als Bester animierter Spielfilm

People’s Choice Awards 2024
- Nominierung als Bester Film[44]

Producers Guild of America Award 2024
- Auszeichnung als Bester Animationsfilm[45]

Satellite Awards 2023
- Nominierung als Bester Animationsfilm
- Nominierung für die Beste Filmmusik (Daniel Pemberton)
- Nominierung für die Besten visuellen Effekte[46]

Saturn-Award-Verleihung 2024
- Auszeichnung als Bester Animationsfilm
- Nominierung für die Beste Filmmusik (Daniel Pemberton)

VES Awards 2024
- Auszeichnung für die Besten visuellen Effekte in einem Animationsfilm
- Auszeichnung für den Besten animierten Charakter in einem Animationsfilm („Spot“)
- Auszeichnung für die Beste erschaffene Umgebung in einem Animationsfilm
- Auszeichnung für die Beste Effektsimulation in einem Animationsfilm
- Nominierung für die Beste virtuelle Kameraarbeit
- Nominierung für das Beste Compositing und die beste Beleuchtung
- Nominierung für das Beste Modell[47]

World Soundtrack Awards 2023
- Nominierung für den Publikumspreis (Daniel Pemberton)[48]

## Zukunft

### Spider-Man: Beyond the Spider-Verse
Bei der CinemaCon 2022 wurde der Filmtitel bekanntgegeben und dass sich ein dritter Teil in Produktion befindet.

### The Spider Within: A Spider-Verse Story
2023 wurde der Kurzfilm The Spider Within: A Spider-Verse Story auf dem Festival d’Animation Annecy gezeigt. Im März 2024 wurde er auch auf YouTube veröffentlicht. Regie führte Jarelle Dampier nach einem Drehbuch von Khaila Amazan,  Shameik Moore und Brian Tyree Henry sprachen ihre üblichen Rollen.

### Spin-off
Es wurde ein noch titelloses Spin-off angekündigt, das sich ausschließlich um weibliche Spinnenmenschen drehen soll, besonders um Spider-Gwen, Cindy Moon und Spider-Woman. Bek Smith schrieb bereits ein Drehbuch und Lauren Montgomery war im Gespräch, die Regie zu übernehmen.

### Manga-Spin-off
Am 29. Mai 2023 wurde bekannt gegeben, dass ein Manga-Spin-off mit dem Titel Spider-Man: Octopus Girl, geschrieben von Hideyuki Furuhashi und illustriert von Betten Court, am 20. Juni auf Shūeishas Website und App Shōnen Jump+ veröffentlicht wird. Die Geschichte dreht sich um Doctor Octopus, der ins Koma fällt und im Körper des jungen japanischen Schülers Otoha Okutamiya wiedererwacht.